# Truesdale (Missouri)
Truesdale – miasto w Stanach Zjednoczonych, w stanie Missouri, w hrabstwie Warren.